# Holdøya

Holdøya  est une petite île de la commune de Hadsel , en mer de Norvège dans le comté de Nordland en Norvège.

## Description
L'île de 0,8 km2 fait partie de l'archipel des Vesterålen. L'île est située à l'entrée du Sløverfjorden, sur le côté nord de l'île d'Austvågøya. L'île est reliée à Austvågøya par une route sur remblai de 130 m.
Holdøya possède plusieurs petites fermes au sud et à l'est, mais est aujourd'hui (2012) presque abandonnée. L'île comptait 6 habitants permanents en 2001, tous âgés de plus de 50 ans. En 1970, la population était de 76. Les habitations sont désormais des lieux de villégiatures.

## Quelques vues d'Holdøya

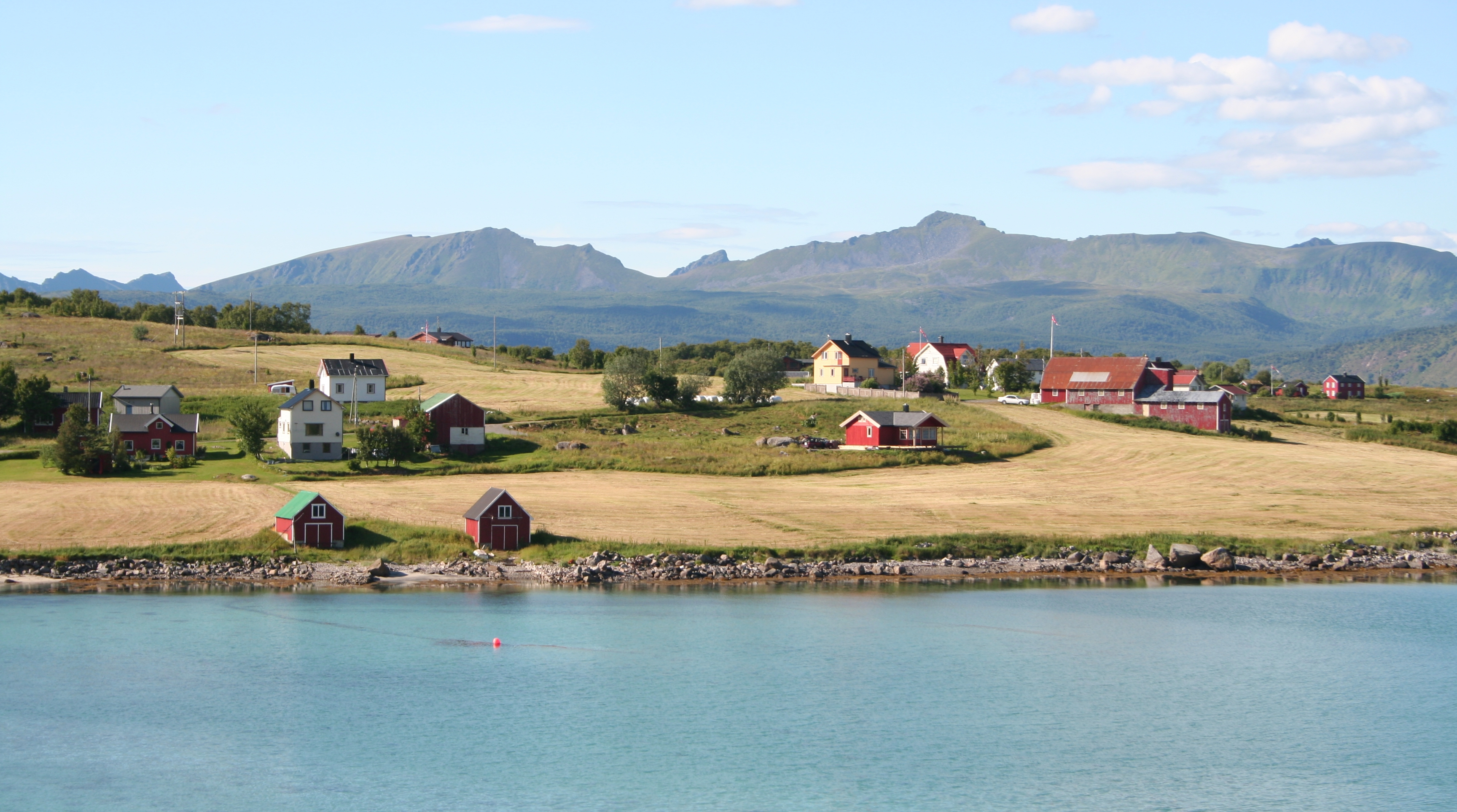
Agriculture
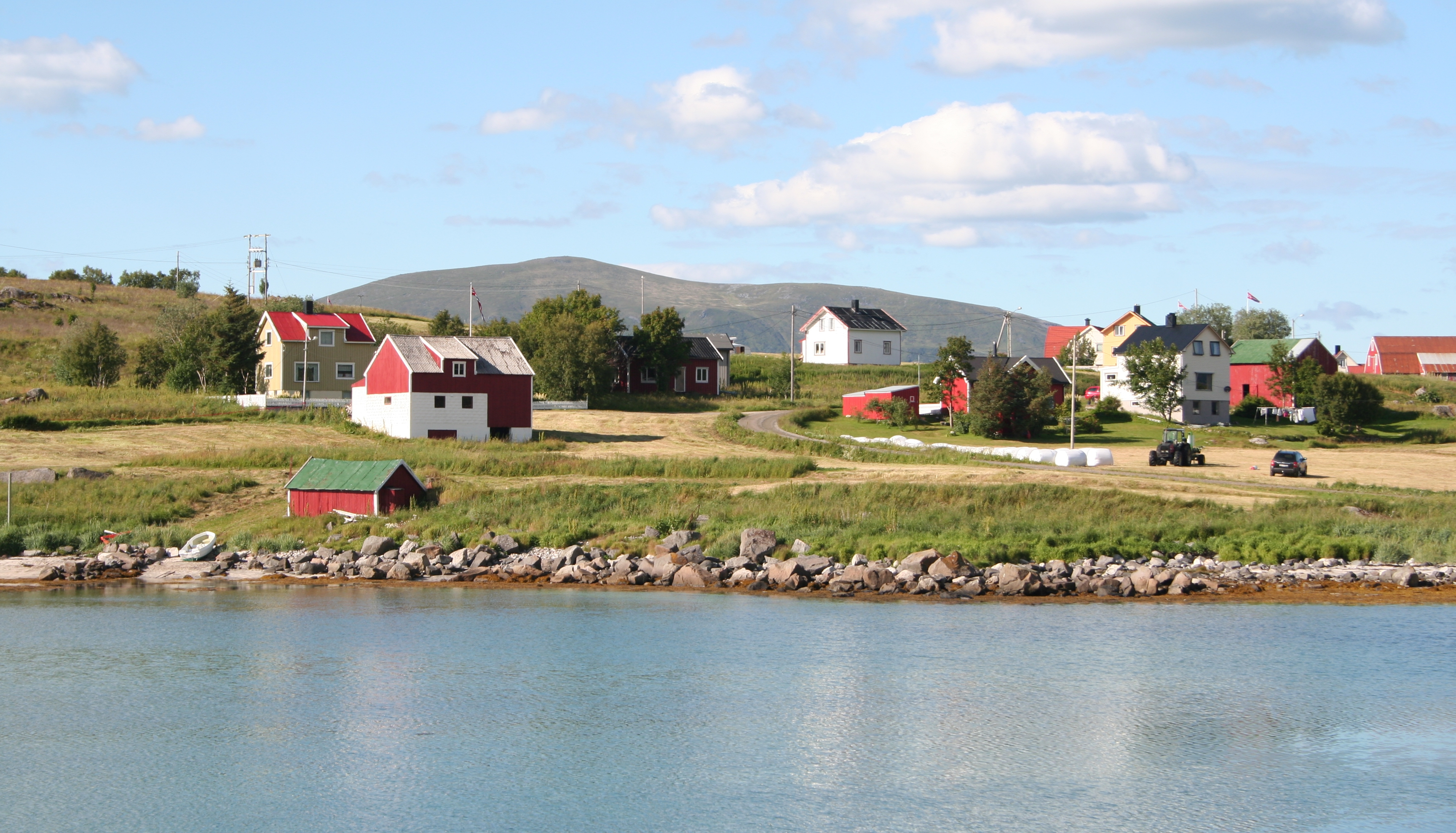
Villégiature